# 新潟県立栃尾高等学校
新潟県立栃尾高等学校（にいがたけんりつ とちおこうとうがっこう）は、新潟県長岡市栃尾地域（旧栃尾市）の金沢一丁目に所在する県立高等学校。「栃高」の通称で呼ばれている。

## 沿革
- 1908年4月20日 - 古志郡立栃尾実業補習学校として開校、栃尾町染色講習所内の仮校舎を置く。
- 1948年4月1日 - 新潟県立栃尾実業高等学校と改称。
- 1949年4月1日 - 新潟県立栃尾高等学校と改称。
- 1966年3月31日 - 定時制東谷分校閉校。
- 1967年3月31日 - 定時制上北谷分校閉校。
- 1974年3月31日 - 定時制上塩谷分校閉校。
- 1976年3月31日 - 定時制西谷分校閉校。
- 1997年4月1日 - 平成9年度入学生より総合学科へ改組される。
- 2008年4月20日 - 創立100周年。

## 校歌
- 『新潟県立栃尾高等学校校歌』（作詞：相馬御風・作曲：小出浩平）[1]

## 部活動
運動部
- 陸上
- バスケットボール
- 野球
- 柔道
- 弓道
- サッカー
- バドミントン

文化部
- 農芸
- 音楽（吹奏楽・軽音楽）
- 美術
- 書道
- 家庭

## 著名な卒業生
- 矢沢宰（「光る砂漠」で知られる詩人。腎臓結核のため18歳の時に入学し文芸部に所属したが、腎臓結核の再発に劇症肝炎を併発、卒業することなく1966年に21歳で永眠した。）